# (17681) Tweedledum
(17681) Tweedledum est un astéroïde de la ceinture principale.

## Description
(17681) Tweedledum est un astéroïde de la ceinture principale. Il fut découvert par Takeshi Urata le 6 janvier 1997 à l'observatoire de Nihondaira. Il présente une orbite caractérisée par un demi-grand axe de 1,825 UA, une excentricité de 0,0299 et une inclinaison de 24,378° par rapport à l'écliptique.
Il fut nommé en hommage au personnage de Tweedledum dans le roman De l'autre côté du miroir de Lewis Carroll.

## Compléments